# Xã Sherman, Quận Putnam, Missouri
Xã Sherman (tiếng Anh: Sherman Township) là một xã thuộc quận Putnam, tiểu bang Missouri, Hoa Kỳ. Năm 2010, dân số của xã này là 114 người.